# Kakanui Mountains
Die Kakanui Mountains sind eine Bergkette im Waitaki District auf der Südinsel von Neuseeland.

## Geographie
Die Kakanui Mountains erstrecken sich in einer Nord-Süd-Richtung vom Danseys Pass im Norden, rund 19,5 km ostnordöstlich von Naseby gelegen, bis rund 30 km nach Süden und damit ein paar Kilometer nördlich der kleinen Ansiedlung von Morrisons. Die Bergkette geht danach in die Horse Range über. Administrativ gehören die Kakanui Mountains zum Waitaki District, der hier im Westen zur Region Otago und im Osten zur Region Canterbury gehört.
Im Westen der Kakanui Mountains dehnen sich zwischen Naseby und südlich von Ranfurly die Maniototo Plain aus und der südliche Teil der Bergkette wird westlich von dem New Zealand State Highway 85 flankiert.

## Geologie
Das Gebirge der Kakanui Mountains besteht zum größten Teil aus zerklüfteter Grauwacke, Argillite und Halbschiefer. Bei Mount Dasher und Siberia Hill ragen einzelne steile säulenartige Formationen aus basaltischer Lava über das Hectors Plateau hinaus. In deutlichem Kontrast zu den vorherrschenden Landschaftsformen können auch große längliche Formen aus schwarzem Vulkangestein in der Gegend gefunden werden.

## Höchste Erhebung und Wanderweg
Die höchste Erhebung der Bergkette stellt der 1643 m hohe Mount Pisgah dar, der von Norden und von Süden über einen Wanderweg bestiegen werden kann. Der südliche Weg führt dann weiter zum 1528 m hohen Kakanui Peak.